# Кайавель
Кайаве́ль (фр. Cailhavel) — коммуна во Франции, находится в регионе Лангедок — Руссильон. Департамент коммуны — Од. Входит в состав кантона Алень. Округ коммуны — Лиму.
Код INSEE коммуны — 11059.

## Население
Население коммуны на 2008 год составляло 101 человек.
| 1962 | 1968 | 1975 | 1982 | 1990 | 1999 | 2008 |
| ---- | ---- | ---- | ---- | ---- | ---- | ---- |
| 164  | 151  | 140  | 135  | 129  | 111  | 101  |

## Экономика
В 2007 году среди 66 человек в трудоспособном возрасте (15—64 лет) 41 были активными, 25 — неактивными (показатель активности — 62,1 %, в 1999 году было 66,7 %). Из 41 активных работали 40 человек (21 мужчина и 19 женщин), безработной была 1 женщина. Среди 25 неактивных 1 человек был учеником или студентом, 20 — пенсионерами, 4 были неактивными по другим причинам.